# Dipterosaccus shiinoi
Dipterosaccus shiinoi is een krabbezakjessoort uit de familie van de Peltogastridae. De wetenschappelijke naam van de soort is voor het eerst geldig gepubliceerd in 2013 door Yoshida, Hirose & Hirose.